# Caça de superioritat aèria

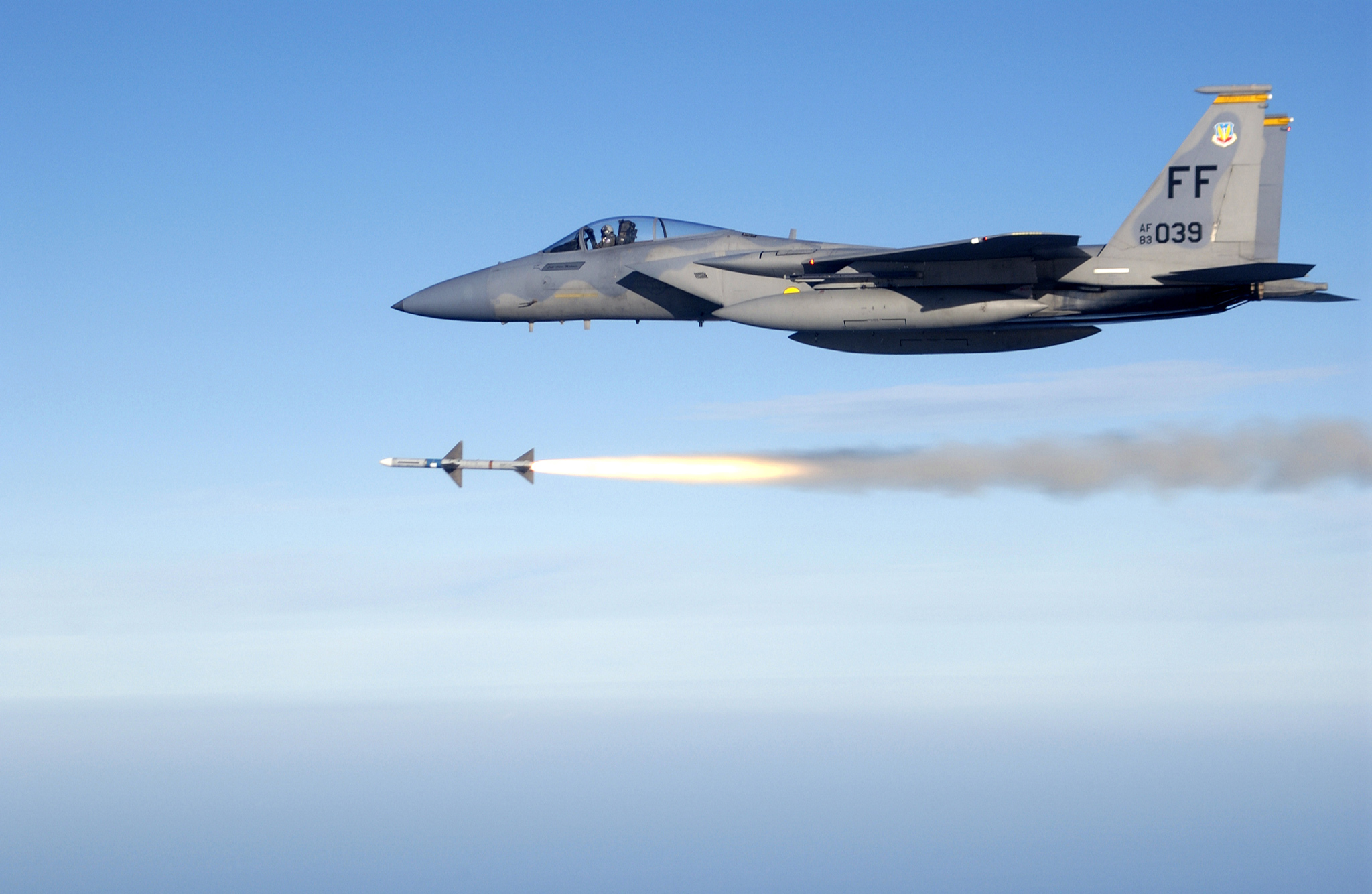
McDonnell Douglas F-15C Eagle de la USAF disparant un míssil AIM-7 Sparrow.

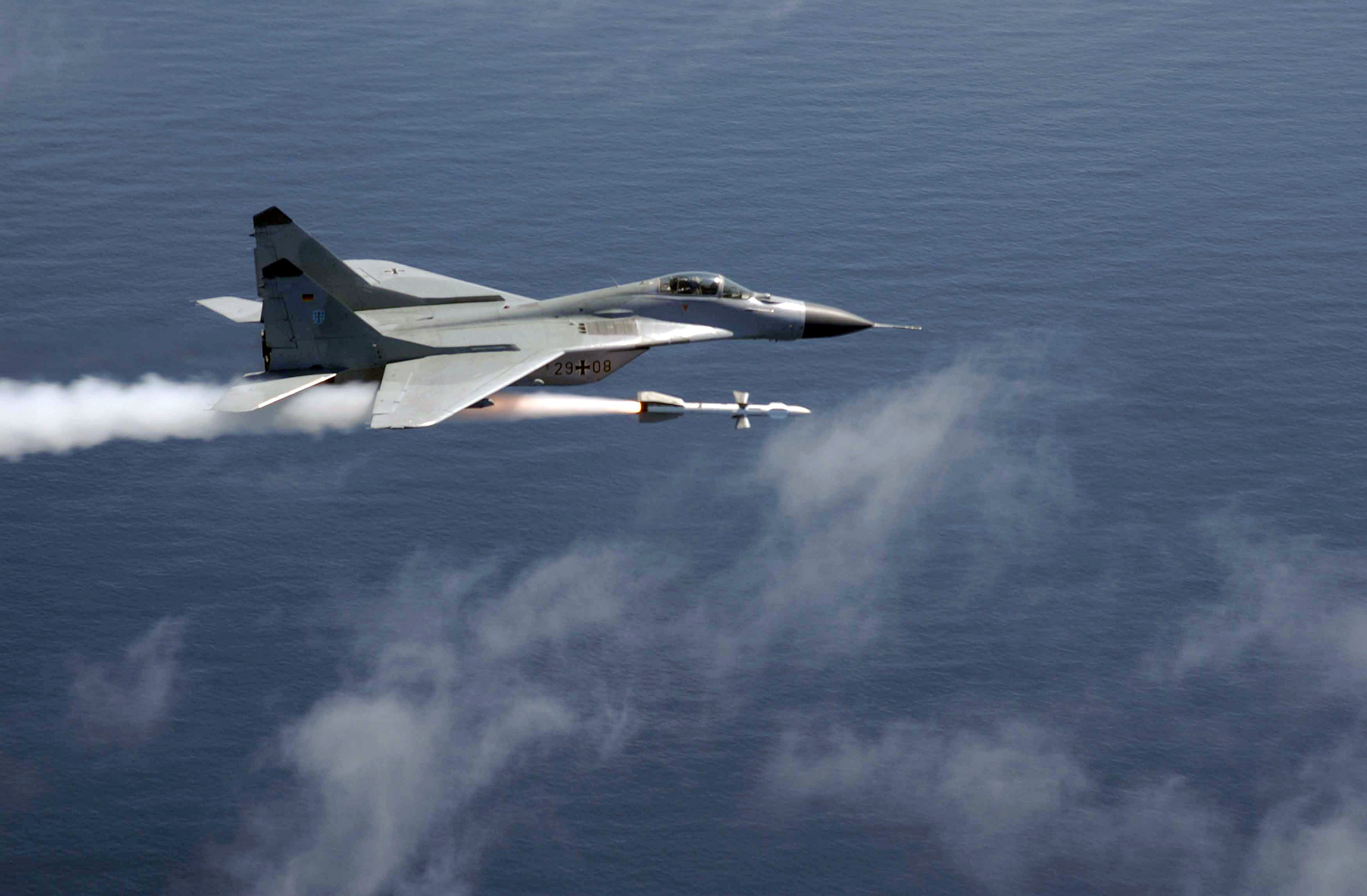
Mikoian MiG-29 disparant un míssil Vímpel R-27.

Un  caça de superioritat aèria  és un tipus d'avió de caça destinat a entrar i prendre el control en l'espai aeri enemic. Els caces de superioritat aèria són més cars i adquirits en menor nombre que els caces polivalents, mentre que són més lleugers, petits i àgils que els avions interceptors.

## Evolució del terme
Durant la Segona Guerra Mundial i en la Guerra de Corea, els caces eren classificats pel seu rol: caça pesant, interceptor, caça d'escorta, caça diürn, etc. Cap al final de la guerra, aquests tipus de caces van començar a fusionar-se, de manera que es van fer més capaços i van assumir més rols de forma individual. Amb el desenvolupament dels míssils en la dècada del 1950 que podien destruir objectius més enllà de l'abast visual, els dissenys divergir entre caces optimitzats per combatre en règim BVR ( Beyond Visual Range , "més enllà de l'abast visual "), els interceptor és, i caces optimitzats per combatre en règim WVR ( Within Visual Range ," dins de l'abast visual "), els caces de superioritat aèria. Als Estats Units, els partidaris del BVR pensaven que aquest règim substituiria el WVR, amb els compromisos corresponents en maniobrabilitat i altres característiques dels avions de combat que eren qualitats necessàries per al  dogfight , o combat proper del WVR. Aquest pensament va arribar a influir en el desenvolupament d'avions, com el F-4 Phantom II, que inicialment no tenia canó intern.

## Lliçons en combat
No obstant això, l'experiència de combat en la Guerra del Vietnam va demostrar que els partidaris del BVR estaven equivocats. A causa de les restrictives regles d'enfrontament i els defectes de la tecnologia de radar i míssils de la dècada del 1960, el combat solia acabar en un combat proper o  dogfight , per al qual els caces i pilots nord-americans no estaven preparats i van patir diverses derrotes. Les lliçons apreses en aquest conflicte estimular un replantejament de la prioritats de disseny en els avions de combat nord-americans, també es van crear els programes TOPGUN de l'armada dels Estats Units i RED FLAG de la Força Aèria dels Estats Units, desenvolupats específicament per ensinistrar els pilots en les lliçons del  dogfight .

## Caces de superioritat aèria
Aquest replantejament va desembocar en els conceptes VFAX/VFX de l'Armada en la dècada del 1960 i FX (Fighter Experimental) de la Força Aèria dels Estats Units en la dècada del 1970, que van tenir com a resultat els caces F-14 Tomcat i F-15 Eagle respectivament. El VFX comprometria el rol de superioritat aèria per unes millors habilitats d'intercepció amb un radar potent i míssils de llarg abast AIM-54 Phoenix necessaris per destruir grans flotes de bombarder sa llarga distància. El FX seria un caça de superioritat aèria especialitzat construït per lluir-se en els rangs més curts del combat aeri.

## Caces actuals

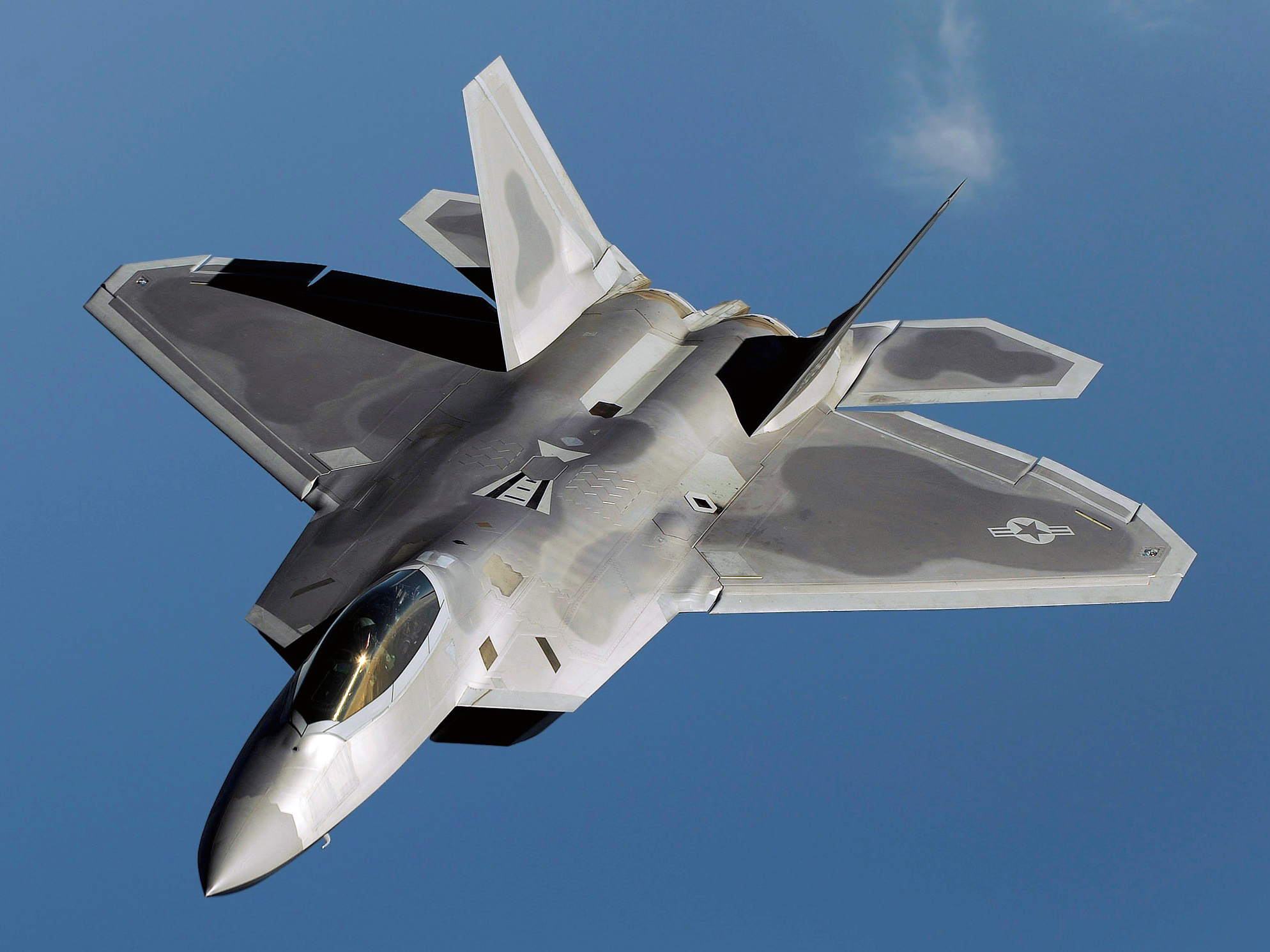
Un F-22 Raptor nord-americà.

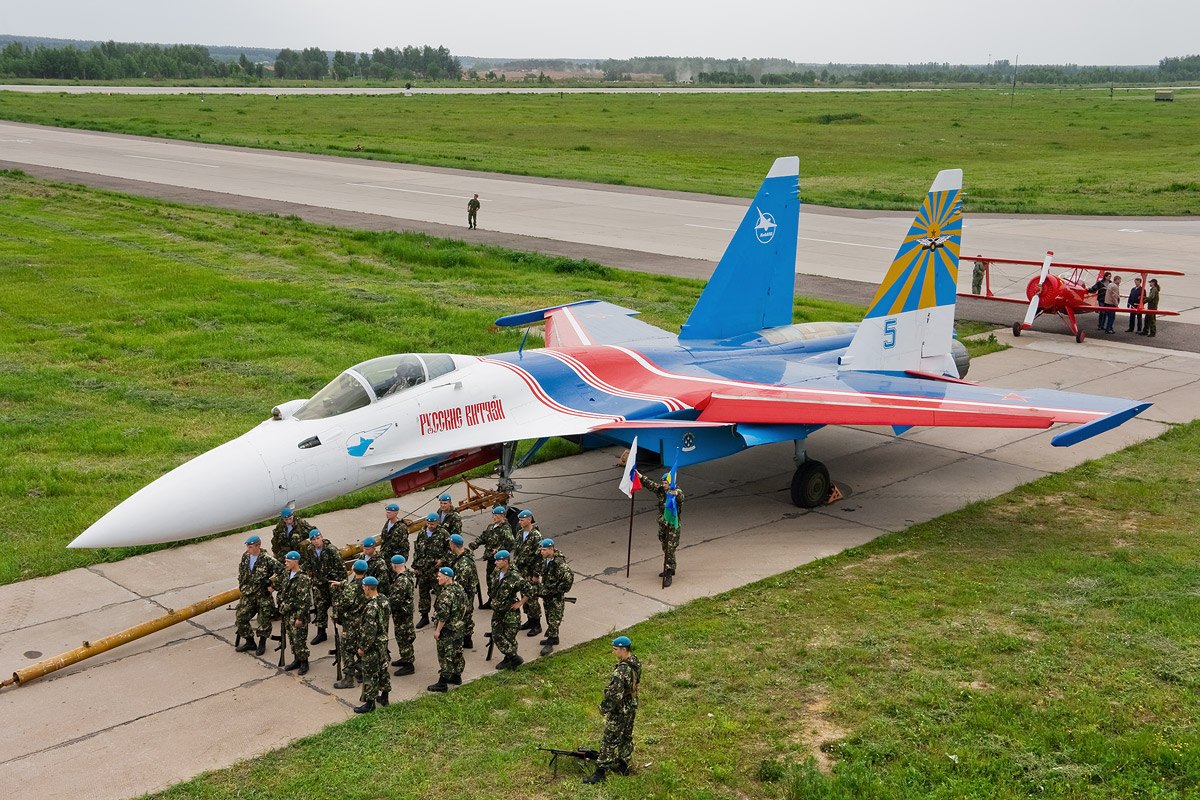
Un Sukhoi Su-35 de la Força Aèria Russa.

El Lockheed Martin F-22 Raptor serà el caça de superioritat aèria de nova generació de la Força Aèria dels Estats Units (USAF). Aquest incorpora moltes tecnologies avançades com la capacitat de creuer a velocitats supersòniques sense postcremadors, alta maniobrabilitat i el toveres amb empenta vectorial dels seus motors. Algun material previ s'ha classificat al F-22 com un "caça de superioritat aèria" Aquest serà un dels caces de combat tàctics més cars mai produïts amb un cost per jet de 137 milions de dòlars.
El McDonnell Douglas F-15 Eagle (ara de Boeing) ha estat el principal caça de superioritat aèria de la USAF per gairebé 30 anys. El F-15 està en servei amb la USAF (F-15C), la Força Aèria d'Autodefensa del Japó (F-15J), la Força Aèria Israeliana (F-15I) i la Reial Força Aèria d'Aràbia Saudita el (F-15S). Corea del Sud ha seleccionat a l'F-15K i la Força Aèria de la República de Singapur va seleccionar al F-15SG. La Força Aèria nord-americana mantindrà 178 F-15C i 224 F-15I caces en servei fins al 2025 els quals serviran juntament amb el F-22 Raptor.
El General Dynamics F-16 va ser un dels primers de caces polivalents dissenyat per a exercir tant superioritat aèria com a atac a terra. Tot i no ser un caça de superioritat aèria pur, ha introduït nous dissenys en aquest camp, sobretot en maniobrabilitat i control de vol.
Quan el F-14 Tomcat va ser retirat de la primera línia de servei de l'armada dels Estats Units a la fi de 2006 va ser reemplaçat pel caça polivalent F/A-18I/F Super Hornet. Quan el F-35C arribi a ser operacional assumirà els rols de caça de superioritat aèria i defensa de la flota en els grups aeris embarcats. Aquest canvi de capacitats indica que l'Armada dels Estats Units s'inclina més per mantenir el control de l'espai aeri de la flota en comptes d'inclinar-se per capacitats d'intercepció.
El Sukhoi Su-35 ("Flanker-E") és el caça rus més nou. És una moderna actualització del mític SU27 Flanker i comparteix moltes similituds amb el Su-30MKI. El Su-35 està previst que sigui l'últim model de la família Flanker. Encara que sigui l'últim Flanker, encara va ser millorat més en l'any 2008 amb la creació de la versió Su-35BM. Únicament un petit nombre de Sa-35 ha estat introduït per la Força Aèria Russa, amb només uns 5 en servei actiu.
El Sukhoi Su-30MKI és el caça de superioritat aèria principal de la Força Aèria Índia. El Sukhoi-30 MKI és l'excel·lent resultat de la col·laboració entre Sukhoi, HAL, firmes d'aviònica de França i Israel i, DRDO per a produir un Su-30 personalitzat per a l'Índia. Es diu que aquesta versió del Su-30 és la més avançada de totes les versions de SU30 i SU27 disponibles per a països de tot el món. El Sukhoi-30 MKI disponible per Índia és considerat el millor avió caça en el món després de El F-22 Raptor. La Força Aèria Índia disposa d'uns 120 d'aquests avions en servei i té intenció d'aconseguir un total de 230.
El caça xinès Chengdu J-10, així com el Shenyang J-11, tot i ser considerats caces multi-rol, compleixen la funció de caces de superioritat aèria. Pakistan ha adquirit recentment avions J-10B a la Xina que constituiran esquadrons de caces de superioritat aèria.
L'Exèrcit de l'Aire Francès té el Dassault Mirage 2000-5. La nova generació de caces polivalents europeus que estan actualment entrant en servei són tots capaços de realitzar missions de superioritat aèria, com un dels seus molts rols. Són els Saab 39 Gripen, Dassault Rafale i Eurofighter Typhoon.
Per tal de maximitzar la seva eficàcia en combat i ús estratègic, els caces de superioritat aèria seran operats normalment sota el control/coordinació d'un avió d'alerta primerenca i control aerotransportat (AEW & C).